# Burca
Burca (łac. Diocesis Burcensis) – stolica historycznej diecezji w Cesarstwie rzymskim w prowincji Numidia zlikwidowana w VII w. podczas ekspansji islamskiej, współcześnie w północnej Algierii. Obecnie katolickie biskupstwo tytularne. 

## Biskupi tytularni
| Lp. | Biskup                           | Funkcja                                                       | Od                | Do              |
| --- | -------------------------------- | ------------------------------------------------------------- | ----------------- | --------------- |
| 1   | Patrick Winters                  | wikariusz apostolski Mbulu (Tanzania)                         | 10 stycznia 1952  | 25 marca 1953   |
| 2   | Matija Zvekanović                | administrator apostolski jugosłowiańskiej Baczki (Jugosławia) | 13 listopada 1955 | 8 lutego 1968   |
| 3   | Orozimbo Fuenzalida y Fuenzalida | biskup-prałat Calamy (Chile)                                  | 13 marca 1968     | 26 lutego 1970  |
| 4   | Alfredo Galindo Mendoza          | emerytowany biskup Tijuany (Meksyk)                           | 21 marca 1970     | 9 stycznia 1976 |
| 5   | Luis Morales Reyes               | biskup pomocniczy Tacámbaro (Meksyk)                          | 8 marca 1976      | 5 czerwca 1979  |
| 6   | Antonio Troyo Calderón           | biskup pomocniczy San José (Kostaryka)                        | 27 sierpnia 1979  | 1 grudnia 2015  |
| 7   | Jaime Uriel Sanabria Arias       | wikariusz apostolski San Andrés i Providencia (Kolumbia)      | 16 kwietnia 2016  |                 |